# Hexen
HeXen: Beyond Heretic, o simplemente HeXen para algunas plataformas, es un videojuego de disparos en primera persona desarrollado por Raven Software y publicado por id Software para PC (MS-DOS), PlayStation, Sega Saturn y Nintendo 64. Se creía que era la secuela de Heretic, en el que se narraban las aventuras del elfo Sidhe Corvus contra el primero de los temidos Jinetes de la Serpiente (Serpent Riders en inglés), pero solo se trata de un juego spin off, sumido en el mismo universo, pero en un mundo diferente. En Hexen, se narra las aventuras de tres héroes que luchan contra el segundo Jinete, un demonio de seis brazos llamado Korax. En 1997 salió su secuela, Hexen II.
El 4 de agosto de 2007, HeXen fue puesto a la venta a través de la plataforma de distribución digital de videojuegos Steam, junto con una colección de otros títulos clásicos de id Software.

## Historia
En Heretic, se narraban las aventuras del reino Chandun, en la tierra de Parthoris, con un elfo del clan de los Sidhe llamado Corvus, que destruyó al primero y más débil de los tres Jinetes de la Serpiente, D'Sparil. Pasó el tiempo y los otros dos demonios prepararon sus propios planes de destrucción, para no terminar como su hermano. Siglos más tarde y en el mundo de Chronos, los humanos han aprendido a usar la magia de una manera más depurada y eso hizo que la sociedad se dividiera en tres grupos: La Legión, donde dominaba la fuerza bruta; lo Arcano, donde la magia era la herramienta principal, y la Iglesia, que actuaba como puente entre los otros grupos. Debido a la avaricia de los dirigentes de estos grupos, el segundo Jinete, Korax hace que estos se unan a él, ofreciéndoles el regalo de la eterna juventud, convirtiéndose así en los generales de las fuerzas oscuras, y el reino no tarda en caer bajo su puño. Pero de entre las cenizas, tres humanos han conseguido escapar de la oscuridad. Baratus, uno de los más destacados guerreros de la legión, Daedolon, un eminente mago de lo arcano, y Parias, clérigo de la iglesia. Ellos son los protagonistas, y los que lucharan contra el segundo Jinete.

## Objetos
El Maná es una increíble fuente de poder que los personajes usan para sus armas y poderes. Se encuentra dividido en dos colores: el azul, que es muy numeroso, y el verde, que es más escaso, pero sirve para las armas más poderosas.
Los tres héroes utilizan tres armas diferentes, más un "arma definitiva", que para ser usada se debe encontrar tres partes esparcidas en diferentes niveles. Existen muchos objetos a lo largo del juego, como pociones para regenerar la salud, bombas, repulsores de enemigos, botas de velocidad, etc.
Los tres poderosos y valientes guerreros portan diferentes armas:
- Luchador:

Inicial: Guantes Picudos. Si da tres golpes consecutivos, el tercero impactará con el doble de fuerza.
Maná Azul: Hacha de Timón. Muy poderosa cuerpo a cuerpo. Puede usarse sin maná, pero su poder disminuye a la mitad.
Maná Verde: Martillo de Retribución. Lanza un martillo de fuego a distancia. Es menos efectiva c. a c., pero al menos no gasta maná.
Arma Definitiva: QUIETUS. Un poderoso sable que lanza una ráfaga cortante. No puede ser usada cuerpo a cuerpo (excepto con un parche).
- Clérigo:

Inicial: Maza de Arrepentimiento. Golpea a los enemigos con golpes regulares a corta distancia.
Maná Azul: Bastón Serpiente. Lanza proyectiles ondeantes venenosos. Si es usada a corta distancia, absorbe la salud del enemigo.
Mana Verde: Tormenta de Fuego. Lanza una línea recta de llamas que impacta en un círculo, causando daño en área de efecto.
Arma Definitiva: WRAITHVERGE. Un proyectil lanza una horda de fantasmas que aniquila incluso a enemigos fuera de vista.
- Mago:

Inicial: Varita. Lanza magia que, además de paralizar a un Stalker de agua sucia, atraviesa a los enemigos. No utiliza maná.
Mana Azul: Trozos Congelados. Lanza dardos en patrón de cruz que congelan al matar. Si se usan c. a c., congela en dos tiros.
Mana Verde: Arco Mortal. En espacios abiertos ataca a los enemigos hasta su muerte (excepto a Korax y el Heresiarca).
Arma Definitiva: BLOODSCOURGE. Lanza tres proyectiles que pueden dar a distintos objetivos. La capacidad de rastreo es regular.

## Centros
Hexen cuenta con un sistema de centros de actividad (hubs) completamente funcional, que permite al jugador moverse hacia atrás y adelante entre mapas conectados al mismo centro como si fueran un solo mapa grande. Esto suele ser necesario para completar las tareas y puzles en los niveles de los alrededores.
Hay cinco centros, cada uno de los cuales agrupa a cinco o seis mapas interconectados de variadas formas:
- Centro 1: Siete Portales (Seven Portals)
- Centro 2: Bosque de la Sombra (Shadow Wood)
- Centro 3: Seminario del Heresiarca (Heresiarch's seminary)
- Centro 4: Castillo del Pesar (Castle of Grief)
- Centro 5: Necrópolis

## Monstruos
- Afrit
- Ettin
- Centauro
- Slaughtaur
- Chaos Serpent
- Brown Serpent
- Stalker
- Wendigo
- Dark Bishop (El obispo oscuro)
- Reiver
- Death Wyvern
- Heresiarch (El heresiarca)
- Zedek
- Traductus
- Menelkir
- Korax

## Artículos y artefactos
- Crystal Vial (Tubos de Cristal)
- Quartz Flask (Frasco de Cuarzo)
- Mystic Urn (Urna Mística)
- Torch (Antorcha)
- Krater of Might (Cráter de la Fuerza)
- Mesh Armour (Armadura de Malla)
- Flacon Shield (Escudo Halcón)
- Amulet of Warding (Amuleto de Guardia)
- Platinum Helmet (Casco de Platino)
- Dragonskin Bracers (Brazaletes de Piel de Dragón)
- Boots of Speed (Botas de Velocidad)
- Wings of Wrath (Alas de Ira)
- Disc of Repulsion (Disco de Repulsión)
- Chaos Device (Caos Dispositivo)
- Banishment Device (Dispositivo del Destierro)
- Flechette
- Icon of the Defender (Ícono de la Defensa)
- Dark Servant (Criado Oscuro)
- Porkelator

## Recepción
Heretic y Hexen tuvieron un total combinado de aproximadamente 1 millón de unidades distribuidas los minoristas contando hasta agosto de 1997.
Al reseñar la versión para PC, la revista Maximum comentó que Hexen se distingue de otros "slashers 3D" con su selección de personajes y su novedoso enfoque al diseño de niveles, lo que "lleva a su personaje a elegir su camino en lugar de guiarse en una serie de habitaciones bastante lineales, demostrando que los videojuegos 3D han madurado". También comentaron que es consistentemente intenso debido a la dificultad de los enemigos, la variedad de armas y potenciadores, y el tamaño y la amplitud de los niveles. Le dieron una calificación 5 de 5 estrellas y su premio "Maximum Game of the Month". Un reseñante de la revista Next Generation opinó que "Hexen toma todo lo que era bueno sobre Heretic y lo hace aún mejor". Comentó que la capacidad de elegir entre tres clases de personajes diferentes le da valor de rejugabilidad a este videojuego, algo que le faltaba a los Matamarcianos en primera persona hasta ese momento, y aunque los gráficos de bloques y pixelados, los efectos de sonido "extrañamente realistas" compensan por ello en gran medida. Al igual que la revista Maximum, elogió el diseño de nivel no lineal y concluyó que el videojuego es imprescindible para cualquier fan de los shooters en primera persona. Chris Hudak, citando las diferentes habilidades de los tres personajes disponibles, llamó a Hexen "más hábil, más inteligente y más elegante que Doom --- con todas las masacres y tres veces el valor de rejugabilidad".
Computer Games Strategy Plus nombró a Hexen el mejor título de "acción en primera persona" de 1995. También fue finalista para el premio "Juego de Acción del Año" de Computer Gaming World en 1995, que finalmente fue otorgado a Crusader: No Remorse. Los editores lo llamaron "otra fiesta sangrienta estilo Doom que se distingue por su ambientación de fantasía y el hecho de que te permite jugar como un luchador, sacerdote o mago, cada uno con atributos y armas únicos".
La versión de Sega Saturn fue recibida mucho menos positivamente. Una reseña en la revista Next Generation razonó que, "Al igual que el aceite y el agua, los videojuegos estilo Doom y las conversiones a consola no se combinan bien. A menos que los programadores estén dispuestos a volver a escribir el motor de gráficos desde cero, los ports para PC sufren de atascos en muy poca memoria y descuidos del hardware 3D nativo de la consola". El reseñista recomendó a los propietarios de Sega Saturn que en su lugar prueben PowerSlave o Ghen War, videojuegos shooters en primera persona diseñados específicamente para esa consola. Shawn Smith y Sushi-X de la revista Electronic Gaming Monthly también dijeron que el videojuego no se había convertido bien desde PC. Otros describieron al port de Sega Saturn como una conversión exacta, y argumentaron que el problema era simplemente que Hexen era un videojuego demasiado antiguo para ser lanzado para una consola en 1997 sin ninguna mejora adicional. Aunque no estaban de acuerdo sobre el por qué, la mayoría de los críticos estuvieron de acuerdo en que la versión de Sega Saturn sufre de gráficos pixelados, caídas dramáticas en la velocidad de frames, y controles engorrosos. Scary Larry de la revista GamePro le dio una reseña mixta, resumiendo que "aunque no cumple con los estándares de PowerSlave, sigue siendo una diversión decente". John Broady de GameSpot hizo una evaluación un poco más sombría: "A pesar de estas deficiencias evidentes, no obstante, Hexen ofrece suficientes mejoras sobre los shooters estándar para garantizar un alquiler, especialmente para los fans de los juegos de rol que tienen sed de acción en tiempo real... Pero para el resto, la versión Saturn de Hexen es un juego clásico de muy poco y demasiado tarde". Rich Leadbetter de la revista Sega Saturn Magazine y James Price de la revista Saturn Power defendieron la versión de Sega Saturn, comentando que aunque no es sobresaliente, es muy superior a la versión de Doom para Sega Saturn, que fue lanzada aproximadamente a la mismo tiempo. Price se mostró especialmente entusiasta con el modo multijugador con enlace por cable.
La versión para Nintendo 64 también dejó a la mayoría de los reseñantes sin impresionarse. El modo de cuatro jugadores fue elogiado como una característica sin precedentes en los videojuegos shooters en primera persona para consola, pero los elementos visuales se consideraron inaceptablemente pobres, en particular la velocidad de frames y el uso del mip-mapping y anti-aliasing de Nintendo 64 de una manera que en realidad empeora la apariencia del videojuego. Al igual que con la versión de Sega Saturn, algunos reseñantes opinaron que Hexen estaba demasiado anticuado para recibir un port simple. Joe Fielder de GameSpot también se quejó de un bug grave en la función de guardado. En una opinión disidente, Scary Larry concluyó que "Aunque no es tan pulido como Turok o tan divertido y espeluznante como Doom 64, Hexen te ofrece tres personajes para elegir, y la acción es adictiva una vez que entras en ella". Le dio puntuaciones más altas que la versión de Sega Saturn en todas las categorías, excepto el sonido. En contraste, Matt Casamassina de IGN lo llamó "un port de mala calidad de un videojuego de PC que para empezar no era tan bueno".
La versión para PlayStation fue recibida de manera aún más negativa, con reseñantes que arrasaron esa conversión por su pobre velocidad de frames, gráficos excesivamente pixelados y controles de salto de plataforma muy descuidados.